# Hl. Dreifaltigkeit (Zollikon)

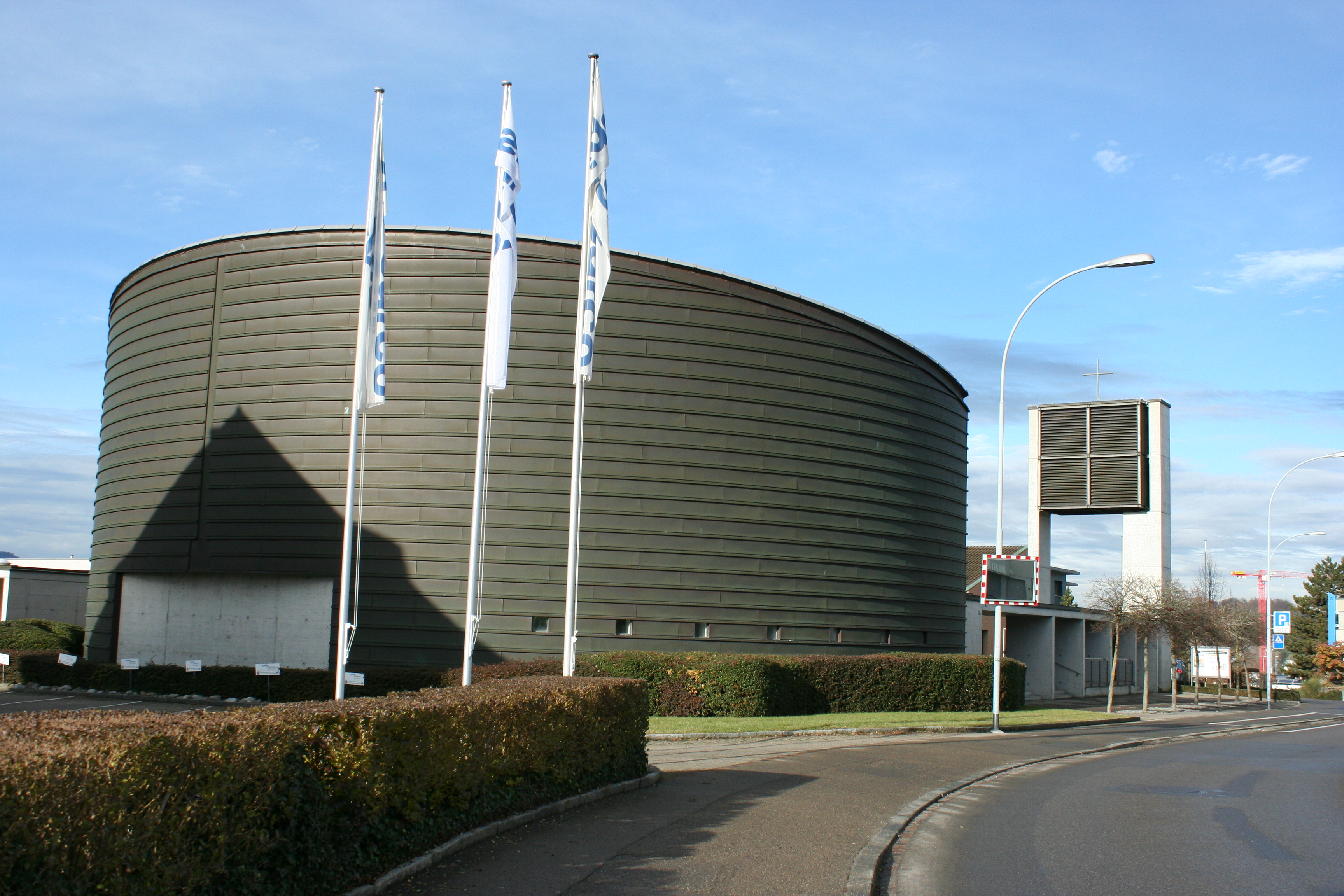
Ansicht der Kirche von Süden

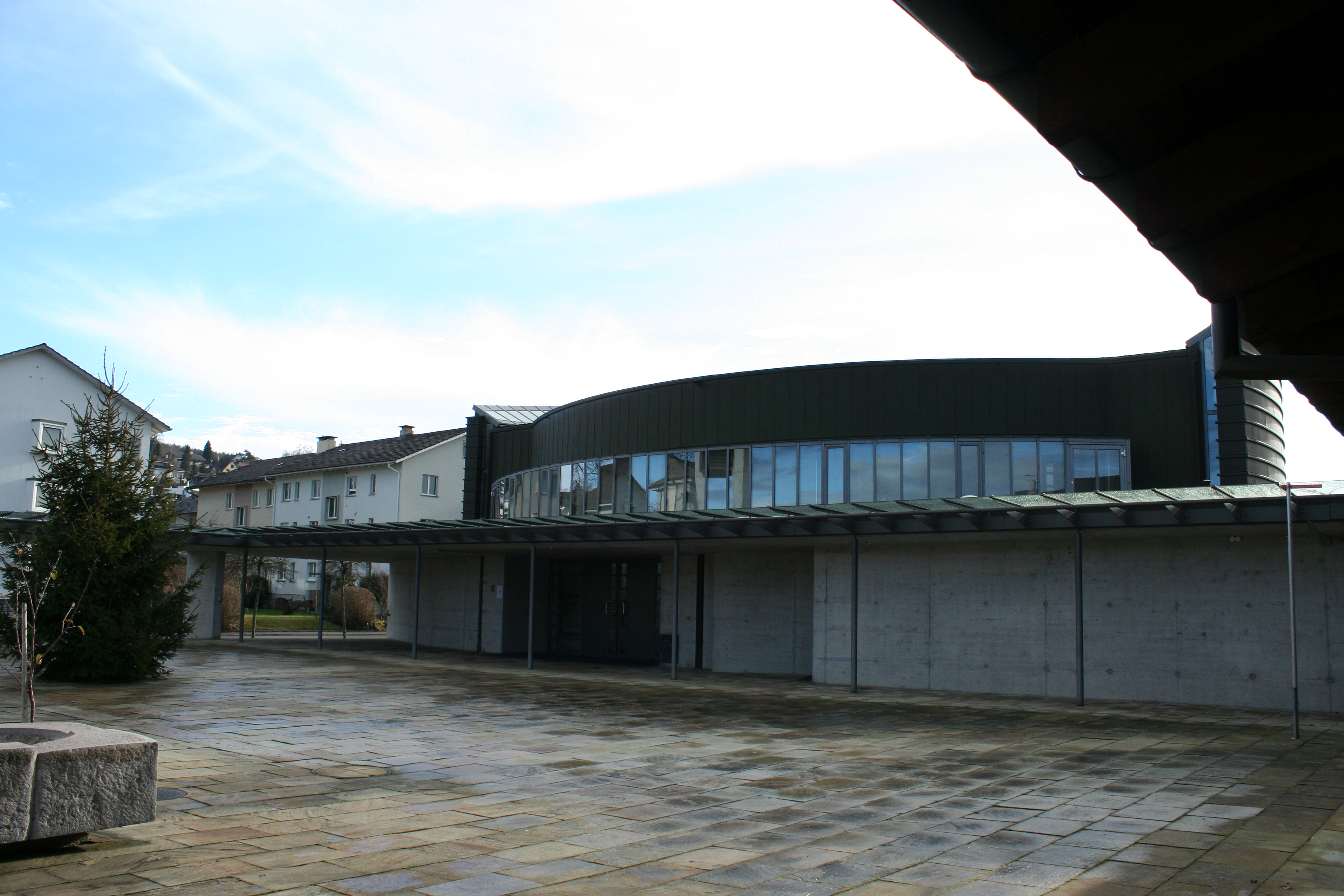
Ansicht von Norden

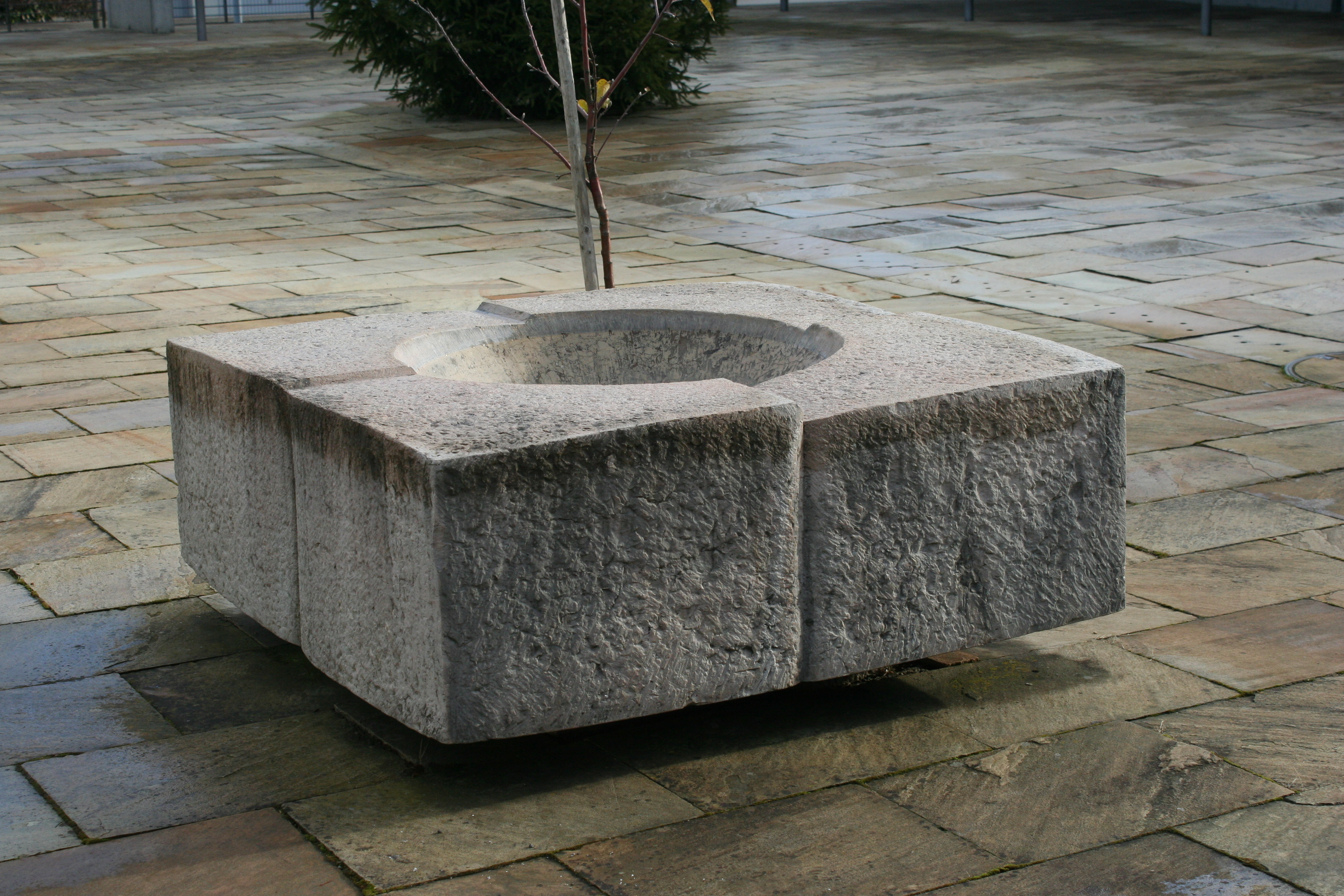
Brunnen auf dem Kirchplatz

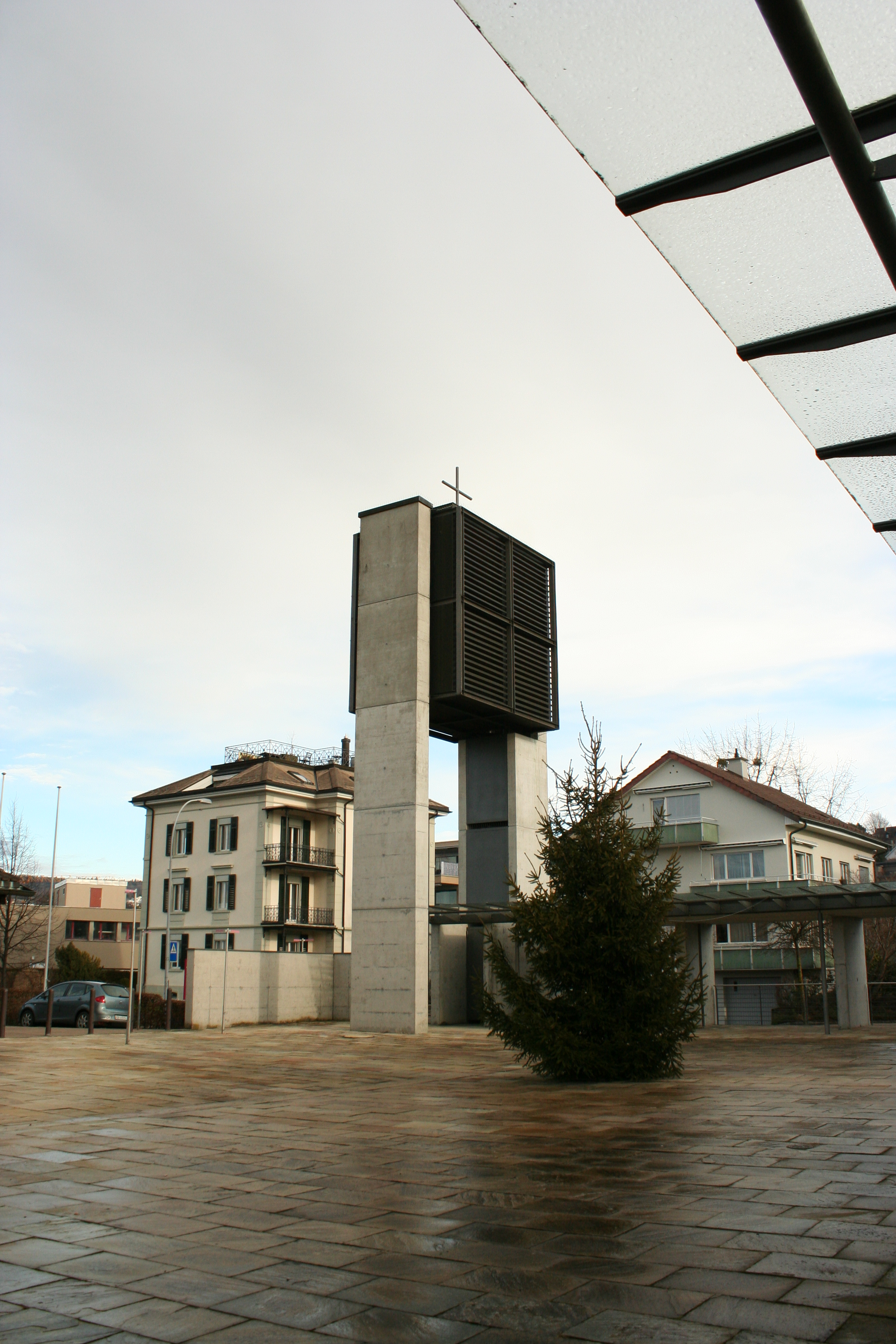
Kirchturm

Die Kirche Hl. Dreifaltigkeit ist die römisch-katholische Pfarrkirche in der Gemeinde Zollikon im Kanton Zürich. Zur Kirchgemeinde Zollikon-Zumikon gehören drei Kirchen, neben der Pfarrkirche Hl. Dreifaltigkeit in Zollikon auch die Pfarrkirche St. Michael in Zollikerberg und die Bruder-Klaus-Kapelle in Zumikon. Die beiden Pfarreien Hl. Dreifaltigkeit Zollikon und St. Michael Zollikerberg-Zumikon bilden seit 2013 den Seelsorgeraum Zollikon, Zollikerberg-Zumikon.

## Geschichte

### Vorgeschichte und Namensgebung
Vermutlich im 9. Jahrhundert entstand eine Kapelle, die dem Hl. Petrus benediziert war, im dazu gehörigen Ortsteil Chirchhof. Diese Kapelle wurde im Jahr 1223 erstmals urkundlich erwähnt. Ab dem Jahr 1419 war für Zollikon ein eigener Kaplan zuständig. Im Rahmen der Reformation wurde die Kirche von Zollikon ab dem Jahr 1528 für reformierte Gottesdienste verwendet und ist heute die Reformierte Kirche Zollikon. Seit der Reformation war der katholische Gottesdienst in Zürich und seinen Untertanengebieten für fast 300 Jahre verboten, bis das Toleranzedikt des Zürcher Regierungsrats vom 10. September 1807 erstmals wieder eine katholische Gemeinde in Zürich erlaubte.
Bis zum Beginn des 19. Jahrhunderts war Zollikon ein beschauliches Dorf. Die rechtliche Gleichstellung der Land- und Stadtbevölkerung im Kanton Zürich und die Einführung der Niederlassungsfreiheit nach der Gründung des Bundesstaates im Jahr 1848 hatten in Zollikon einen ersten wirtschaftlichen Aufschwung zur Folge. Der Bau neuer Strassen und die Eröffnung der Rechtsufrigen Zürichseebahn im Jahr 1894 machten dann Zollikon zu einem bevorzugten Wohngebiet für vermögende Zürcher. Im Rahmen all dieser Entwicklungen zogen im 19. Jahrhundert auch wieder Katholiken nach Zollikon.
Obwohl im Jahr 1899 im benachbarten Küsnacht die Kirche St. Georg erbaut wurde, blieb Zollikon bei der Neuregelung der Pfarreigrenzen im Jahr 1898 zunächst noch bei der Liebfrauenkirche Zürich. Im Jahr 1903 wurde Zollikon dann der Pfarrei St. Georg Küsnacht zugeteilt. Am 14. April 1926 reichten die in Zollikon wohnhaften Katholiken beim bischöflichen Ordinariat in Chur eine Petition ein, in der sie die Einführung vom katholischen Religionsunterricht und vom Gottesdienst in Zollikon forderten. Gleichzeitig wünschten die Katholiken von Zollikon, dass ihr Gemeindegebiet von Küsnacht losgelöst und St. Anton Zürich zugeteilt werde, da die Pfarrei von Küsnacht in den folgenden 20 Jahren aus finanziellen Gründen nicht in der Lage sei, für den Bau einer katholischen Kirche in Zollikon zu sorgen. Der Bischof von Chur reagierte auf diese Petition durch ein Dekret, das Zollikon am 8. Juli 1926 von Küsnacht loslöste und der Pfarrei St. Anton Zürich zuteilte. Gleichzeitig wurde Zollikon vom Bischof zum Pfarrvikariat erhoben und am 22. Dezember 1931 zu einer selbständigen Pfarrei ernannt.

### Entstehungs- und Baugeschichte
Am 2. Oktober 1927 fand in Zollikon im damaligen Hotel Bellevue am Dufourplatz erstmals seit der Reformation wieder ein katholischer Gottesdienst statt; vorher hatten die Zolliker Katholiken den Gottesdienst in Zürich oder in Küsnacht besucht. Schon bei der ersten Messfeier im Saal des Hotels Bellevue zeigte sich, dass der Saal viel zu klein war. Am 16. Juni 1929 beschlossen dann der Gemeinderat und die reformierte Kirchgemeinde nach anfänglichem Widerstand, ihren Kirchgemeindesaal den Katholiken für ihre Gottesdienste zur Verfügung zu stellen.
Bereits im Jahr 1927 hatte der katholische Kultusverein von St. Anton in Zollikon an der Riethofstrasse Bauland erwerben können, auf dem dann am 30. Juni 1930 der Spatenstich für die erste katholische Kirche von Zollikon samt Pfarrhaus stattfand. Die Kirche konnte am Ostermontag, dem 6. April 1931 eingeweiht und der Heiligsten Dreifaltigkeit benediziert werden. Im Jahr 1952 erwarb Pfarrer Dr. Ambros Zurfluh im Euthal eine Militärbaracke, die dann in Zollikon auf ein in Fronarbeit erstelltes Fundament gestellt wurde und in den nächsten Jahrzehnten als Pfarreiheim diente. Am 7. Januar 1965 beschloss die Kirchgemeinde, an die Kirche eine grössere Sakristei anzubauen. 1977 ersetzte die Kirchgemeinde die alte Baracke durch das heutige Pfarreizentrum.
Im Juni 1982 beschloss die Kirchgemeindeversammlung, eine neue Kirche zu bauen. In den darauffolgenden Jahren wurde Projekt um Projekt vorgestellt und verworfen, sodass die baufällig gewordene Kirche erst Mitte der 1990er Jahre durch einen Neubau ersetzt werden konnte. Am 30. Mai 1994 genehmigte die Kirchgemeindeversammlung das Projekt der Architekten Caretta & Kupferschmid, Küsnacht für 4,9 Mio. Franken. Am Eidgen. Dank-, Buss und Bettag, dem 15. September 1996 wurde der Grundstein für die neue Kirche gelegt. Am 24. Mai 1997 wurden die Glocken auf den neuen Kirchturm aufgezogen und am 29. Juni die Kirche durch Weihbischof Peter Henrici eingeweiht.
Um das Pfarreizentrum zu erweitern und zu sanieren, wurde im Jahr 2011 ein öffentlicher Wettbewerb ausgeschrieben, den das Architekturbüro Hull Inoue Radlinsky, Zürich für sich entscheiden konnte. Das bestehende Pfarreizentrum wurde im Wesentlichen belassen, aber der Saal wurde auf 180 Sitzplätze vergrössert und die Nutzbarkeit des Obergeschosses durch den Einbau zweier Lukarnen erhöht. Am 26. Juni 2016 wurde das erweiterte und sanierte Pfarreizentrum eingeweiht.
Mit 4'260 Mitgliedern (Stand 2021) ist die Kirchgemeinde Zollikon-Zumikon eine der mittelgrossen katholischen Kirchgemeinden des Kantons Zürich.

## Baubeschreibung

### Paradigmenwechsel im Kirchenbau
Im Kanton Zürich wurden in gut 150 Jahren über hundert katholische Kirchen gebaut. Diese rege Bautätigkeit war nötig, da Zürich traditionell reformiert ist und die Katholiken als Zugewanderte ihre Kirchen neu erbauen mussten. Anhand der drei Kirchen der Kirchgemeinde Zollikon-Zollikerberg-Zumikon lässt sich ein Paradigmenwechsel im katholischen Kirchenbau innerhalb von 30 Jahren ablesen, der auch anhand anderer Kirchen, die in dieser Zeitspanne im Kanton Zürich errichtet wurden, belegt werden kann. Vor dem Hintergrund der Diaspora-Situation und des Kulturkampfs errichteten die Katholiken im Kanton Zürich ab den 1890er-Jahren monumentale Kirchen, sobald dies aus finanziellen Gründen möglich war. Dieses erstarkte Selbstbewusstsein der Katholiken im Kanton Zürich lässt sich durch Kirchbauten wie der Liebfrauenkirche Zürich (erbaut 1892–1894), der Kirche Guthirt Zürich-Wipkingen (erbaut 1922–1923) oder auch der Kirche St. Michael Zollikerberg (erbaut 1964–1966) belegen.
Ab den 1960er Jahren gerieten die Kirchen jedoch zunehmend unter Druck. So entstand der Gedanke, bei Neubauten gestalterische Zurückhaltung zu üben. Neu errichtete Kirchenbauten ab den 1970er Jahren belegen dies, so z. B. die Kirche St. Michael in Dietlikon (erbaut 1969–1970) und die Kirche Heilig Geist in Zürich-Höngg (erbaut 1972–1973), die beide trotz ihrer Grösse auffällig zurückhaltend gestaltet wurden und auf einen monumentalen Kirchturm verzichten. In diese Phase des Kirchbaus im Kanton Zürich gehört auch die Bruder-Klaus-Kapelle in Zumikon (erbaut 1982).
Eine erneute Veränderung im gestalterischen Konzept lässt sich jedoch beim Neubau der Dreifaltigkeitskirche Zollikon ablesen. Dieser Kirchenneubau weist ähnlich wie die zeitgleich erbaute Auferstehungskirche St. Maria Magdalena in Rafz (erbaut 1993–1994) oder die Kirche St. Katharina von Siena in Fällanden (erbaut 1990–1992) aus den 1990er Jahren wieder Glockentürme auf und setzt mit seinem Erscheinungsbild im jeweiligen Ortsteil einen neuen gestalterischen Akzent. Josef Mächler legitimiert das selbstbewusste äussere Erscheinungsbild der Dreifaltigkeitskirche Zollikon mit einem Verweis auf die Pastoralplanungskommission der Schweizer Bischofskonferenz, die bereits in den 1970er Jahren zu einem Umdenken in Bezug auf kirchliche Bauten geraten hat: „Entgegen der damals in der Luft liegenden Tendenz, auf Eigenbauten gar zu verzichten, wird festgehalten: ‚Die Christengemeinde gehört nicht zu den wirtschaftlich schwachen Gruppen, ist zahlenmässig so gross, dass sich Eigenbauten … aufdrängen, hält ihre Tätigkeiten für so bedeutsam, dass sie sich in der Öffentlichkeit durch eigene Bauten kundtun soll und will das Identitätsgefühl ihrer Mitglieder durch ihre Eigenbauten stärken.‘“

### Kirchturm und Äusseres

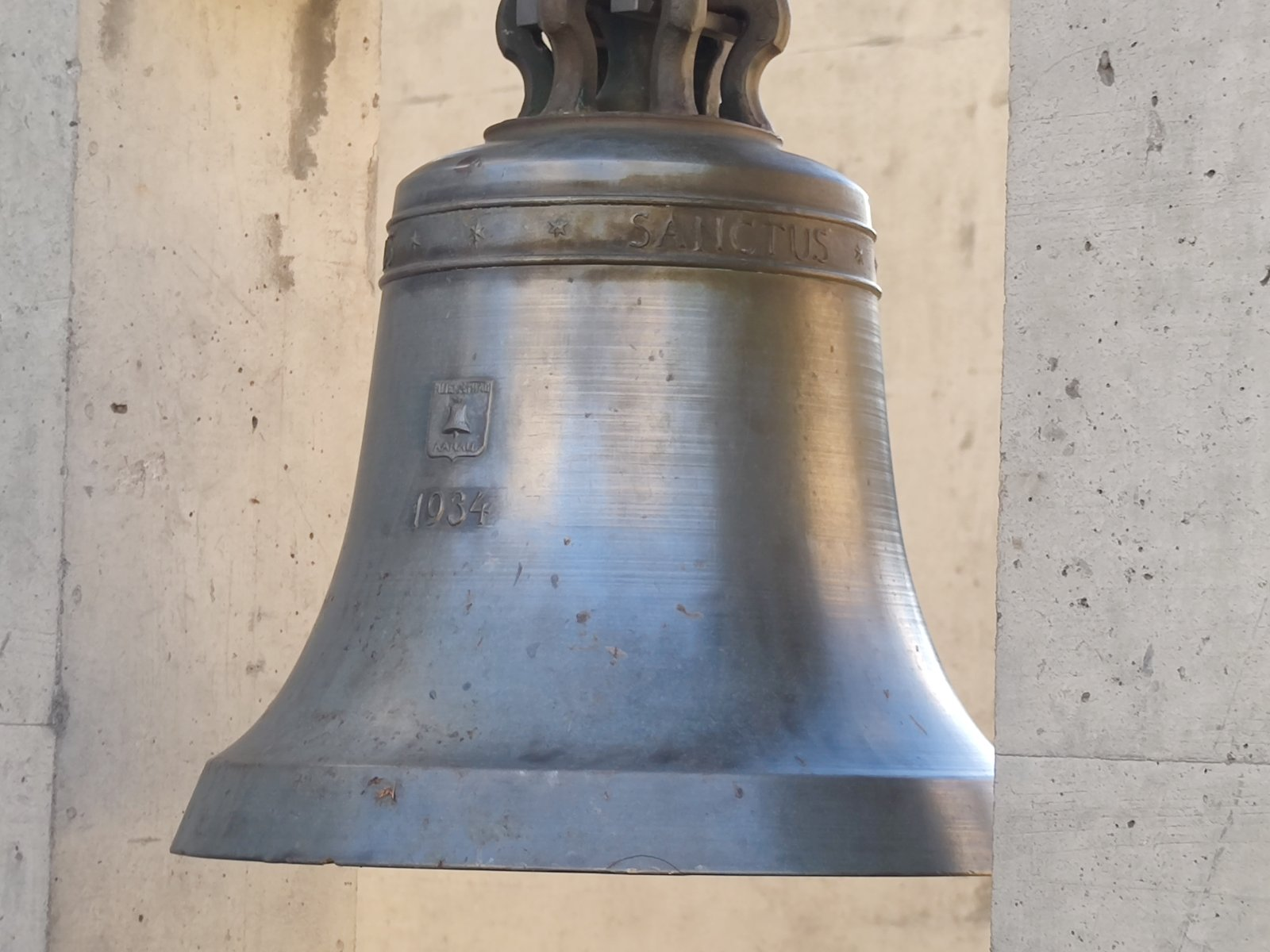
Glocke der Vorgängerkirche

Das Erscheinungsbild der Dreifaltigkeitskirche Zollikon folgt denn auch diesem Paradigmenwechsel im Kirchenbau der 1990er Jahre. An der Gustav-Maurer-Strasse gelegen, befindet sich der Rundbau der Kirche samt Kirchturm. Kirche, Glockenturm und das bereits in den 1970er Jahren errichtete Pfarreizentrum gruppieren sich um einen mit Steinplatten gedeckten rechteckigen Innenhof. Der Platz ist mit indischem Sandstein belegt und besitzt einen Brunnen, dessen quadratische Form ein Kreuz andeutet und in der Mitte ein rundes Becken enthält. Ein Arkadengang zwischen dem Pfarreizentrum und der Kirche ermöglicht es den Gottesdienstbesuchern, von der Witterung geschützt vom einen zum anderen Gebäude zu gelangen. Der Kirchturm steht auf zwei breiten Betonpfeilern und birgt in einer quadratischen Glockenstube das Geläute. Die vier quadratischen Verkleidungselemente der Glockenstube bilden miteinander ein gleichschenkliges Kreuz, das auf den christlichen Charakter des Gebäudeensembles verweist. Bekrönt wird der Kirchturm durch ein schlichtes Metallkreuz. Die Glocken wurden 1997 von der Giesserei H. Rüetschi, Aarau gegossen und erklingen in der Tonfolge es1 — as1 — b1 — c2. Die Kirche selbst besteht aus einem Rundbau. Kleine quadratische Fenster sind in die Kirchenmauern eingelassen, hinter denen sich die Kreuzwegstationen im Kircheninnern befinden. Die Kupferverkleidung des Betonbaus verleiht dem Gotteshaus eine schlichte und doch markante Gestaltung. Auf der Seite des Innenhofs besitzt die Kirche eine Fensterfront, die zusammen mit den Oberlichtern im Dach eine gezielte Lichtführung im Innern des Gotteshauses ermöglicht. In der Nähe des Glockenturms hängt die Glocke aus dem Dachreiter der Vorgängerkirche. Sie wurde 1934 in der Glockengiesserei Rüetschi in Aarau gegossen und g2 gestimmt.

### Innenraum und künstlerische Ausstattung

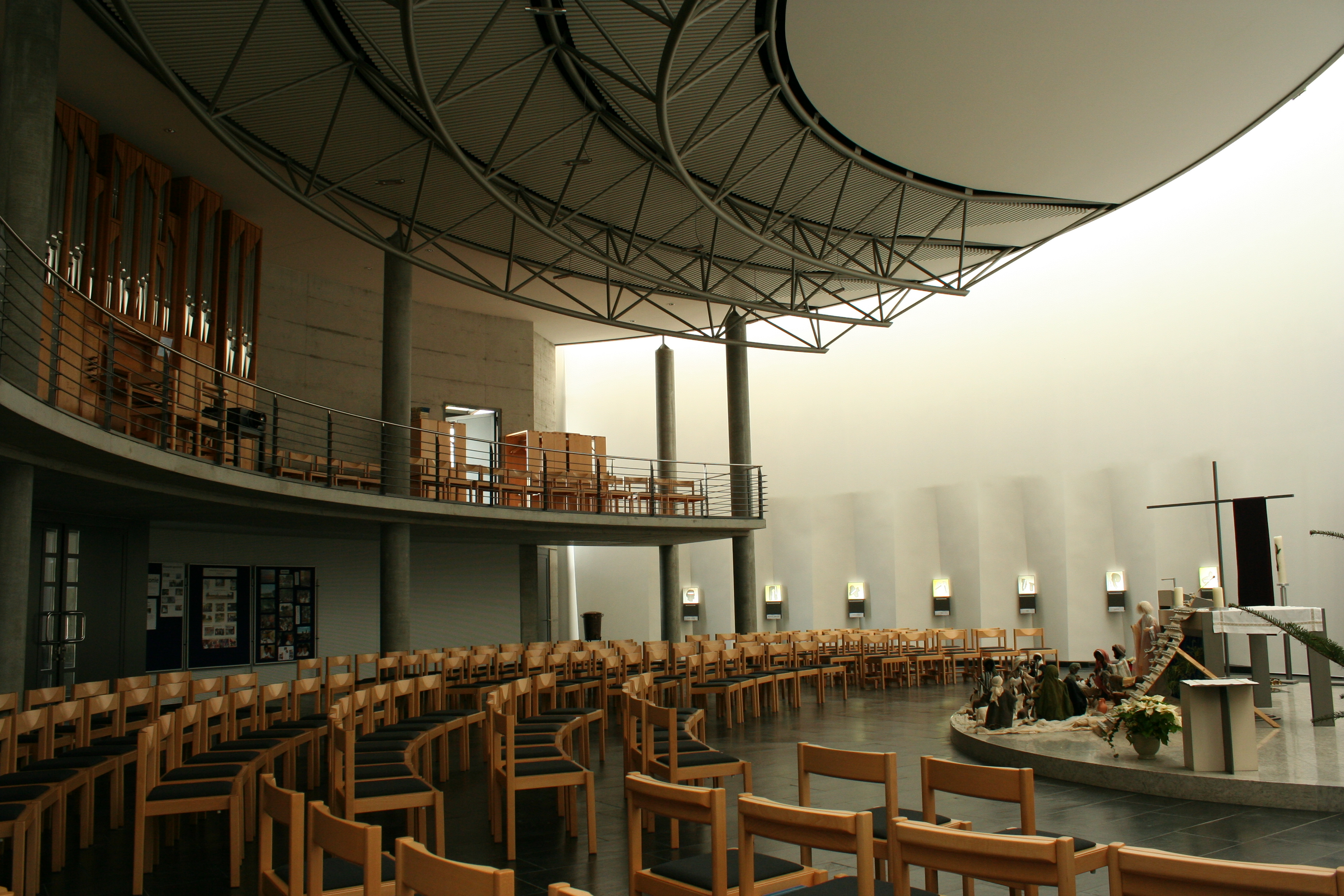
Innenansicht

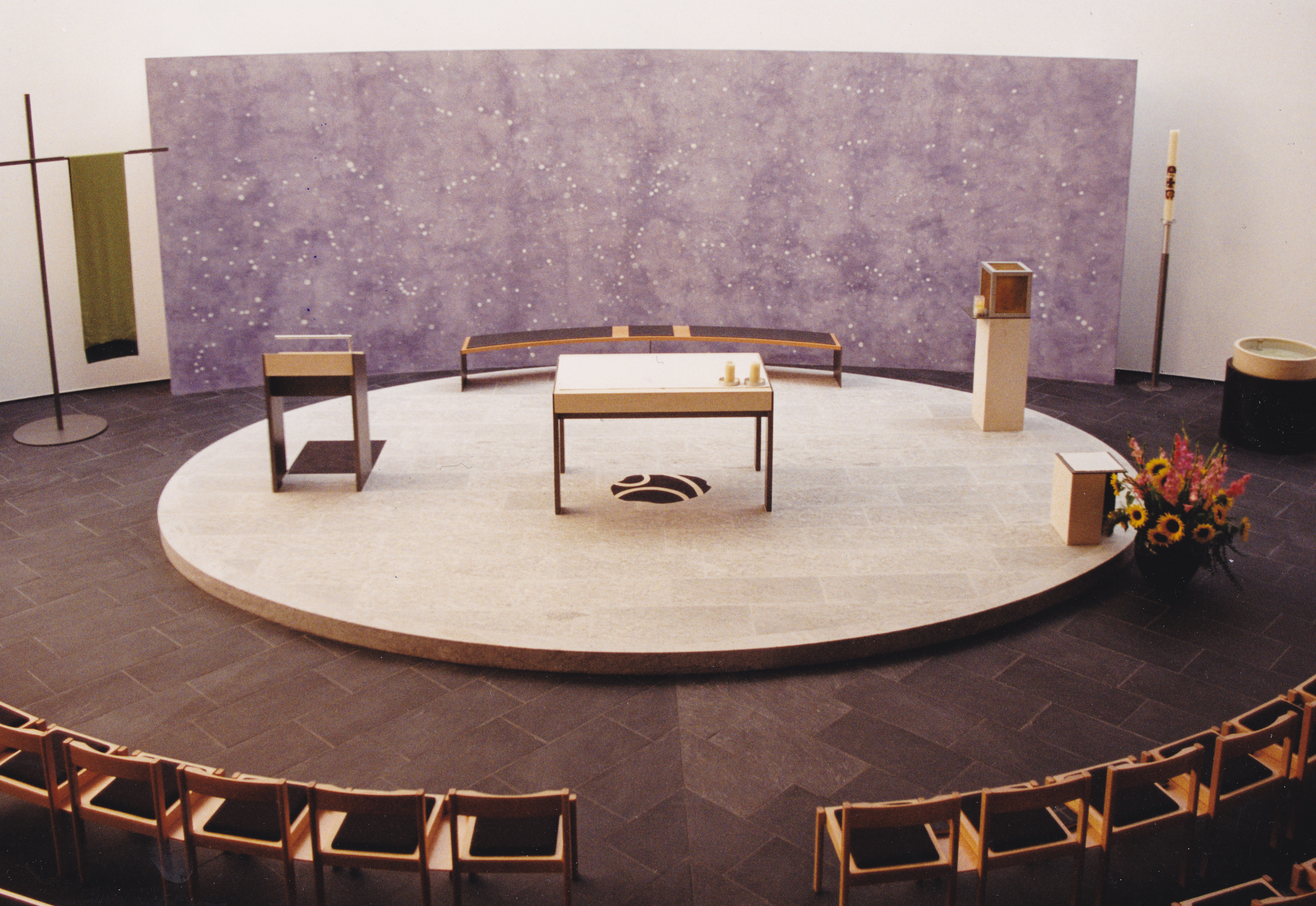
Altarinsel

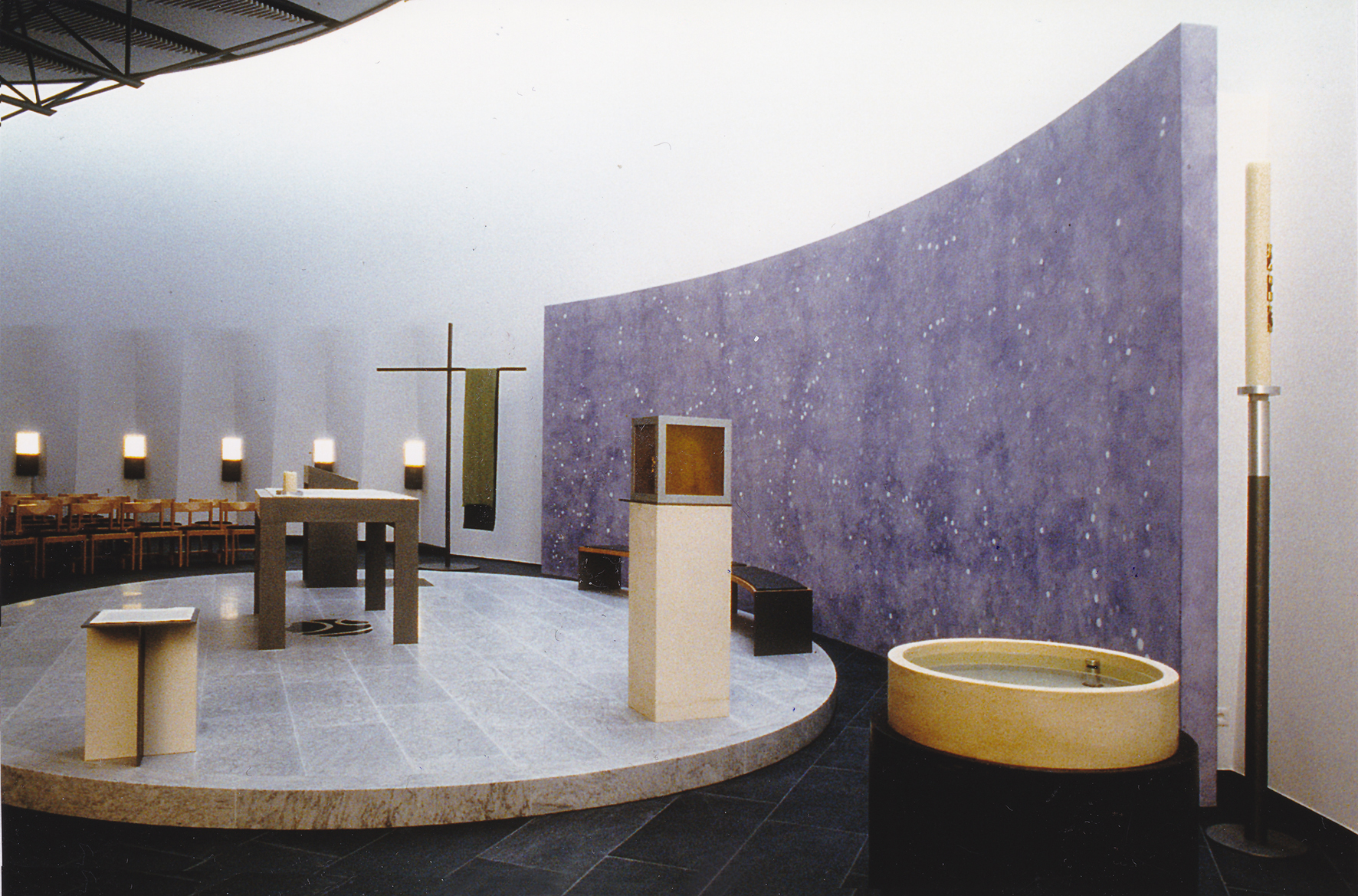
Altarbereich

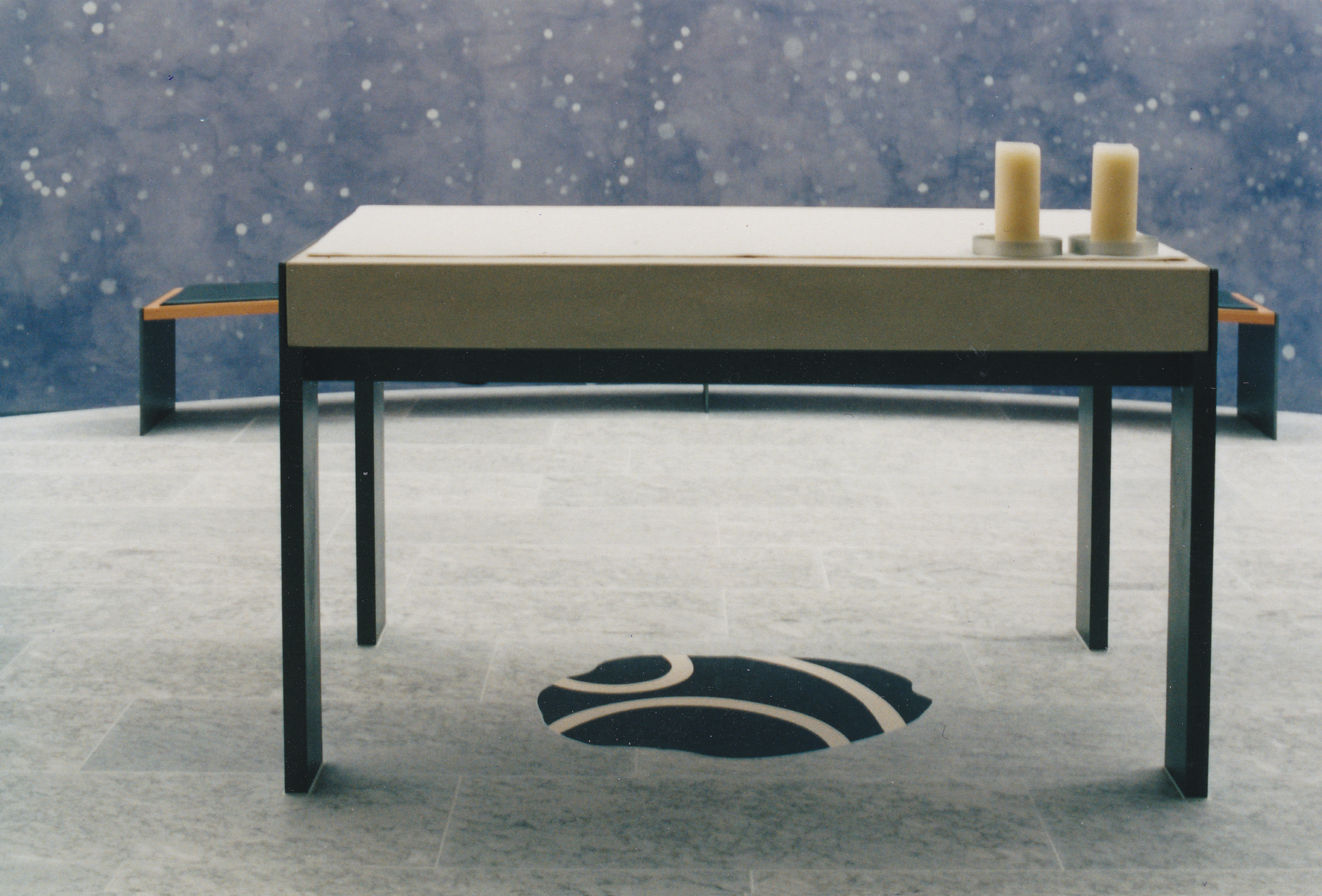
Altar

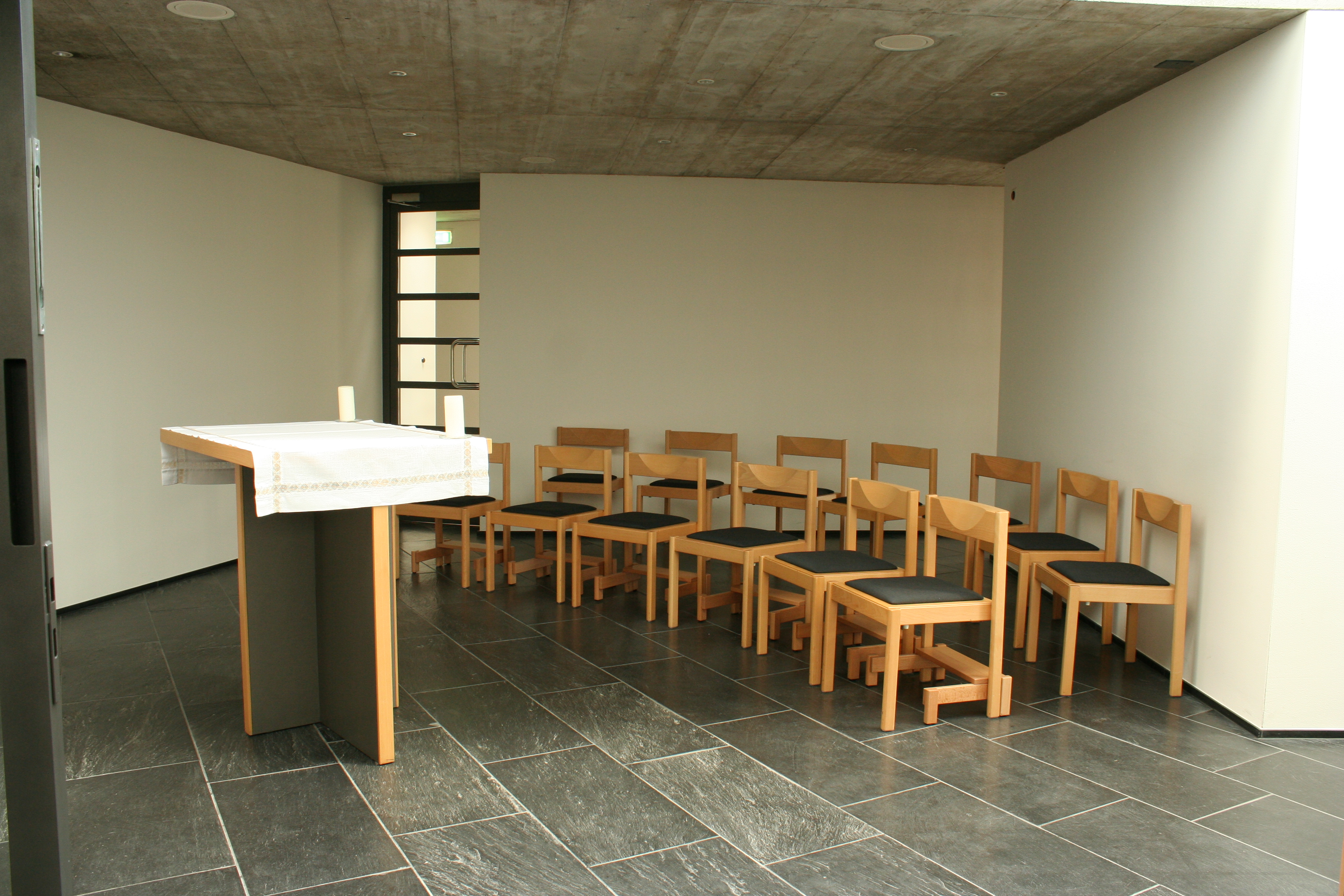
Marienkapelle

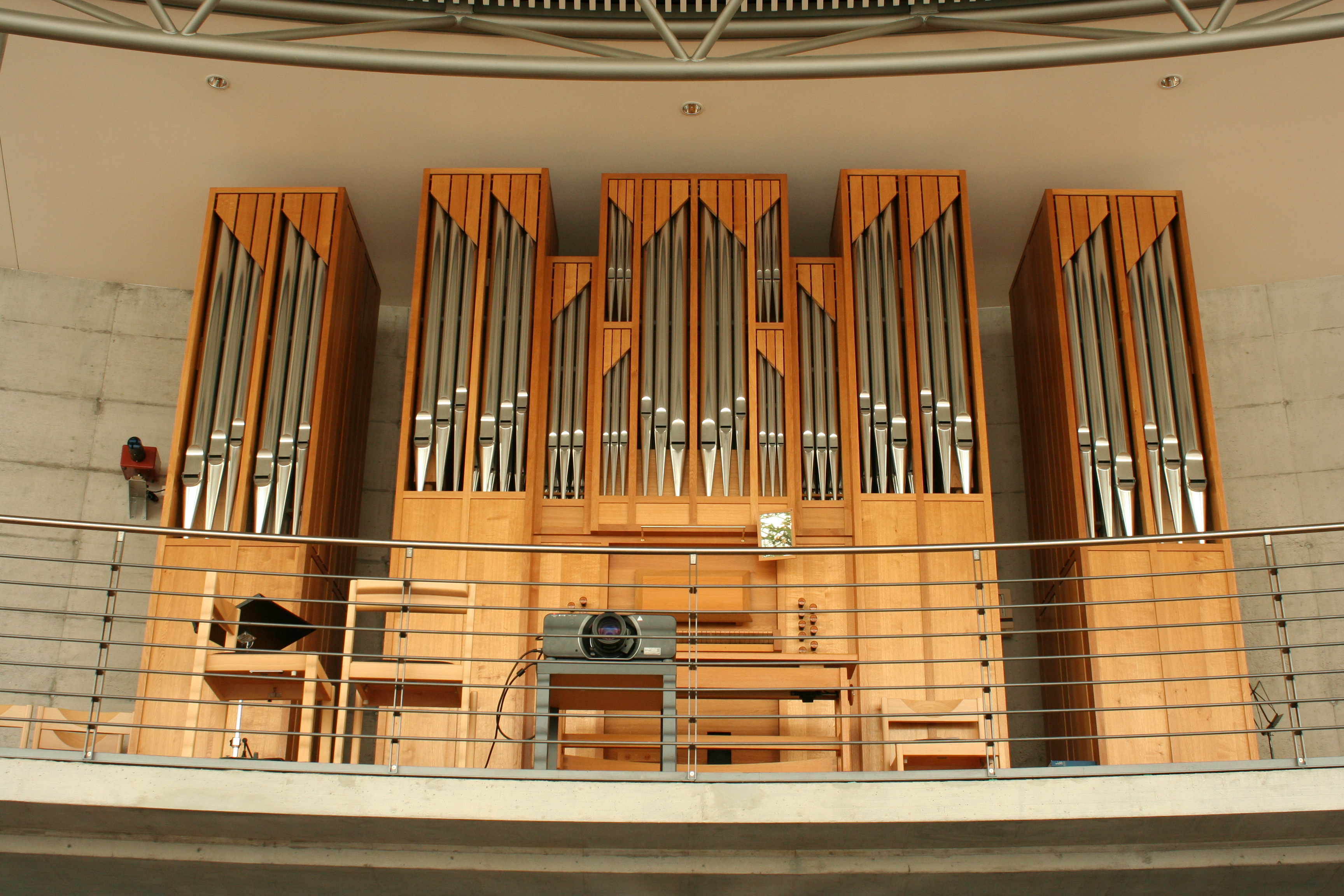
Orgel

Über den bergenden Charakter der Dreifaltigkeitskirche schreibt Josef Mächler: „Der heutige verterminisierte Mensch braucht einen Raum, in dem die Hetze und die Betriebsamkeit ausgeschaltet werden können.“ Das Innere der Dreifaltigkeitskirche ist denn auch von Einfachheit und Schlichtheit geprägt, die den Kirchenbesucher zur Ruhe und zur Besinnung einladen. Der Künstler Anton Egloff, Luzern und die Architekten Marco Caretta und René Kupferschmid, Küsnacht, schufen miteinander ein Gesamtkunstwerk, das eine Einheit von Körper, Licht und Farbe darstellt. Der Innenraum ist bewusst schlicht gestaltet und konzentriert den Blick des Kirchenbesuchers durch die Lichtführung, die Prägnanz der Materialien und das künstlerische Konzept auf „das zentrale Geheimnis, für das in der Mitte der Tisch des Herrn steht.“ Der Grundriss der Kirche besteht aus zwei Kreissegmenten. Die Gemeinde versammelt sich im Halbkreis auf Holzstühlen um die elliptische Altarinsel. So wird der Communio-Gedanke des Zweiten Vatikanums, das Miteinander von Gemeinde und Seelsorger, aufgegriffen. Die Altarinsel wird vom restlichen Kirchenraum nicht nur durch die Erhöhung um eine Stufe, sondern auch durch das andere Material des Bodens abgehoben: Der Kirchenraum ist mit dunkelgrauem Schiefer bedeckt, dessen Platten auf den Altar zulaufen, der Altarraum besteht dagegen aus hellerem Cristallinastein. Auf der Altarinsel sind ausser dem als Tisch des Brotes gestalteten Altar auch ein als Tisch des Wortes gestalteter Ambo sowie der Tabernakel, der auf einer Steinsäule ruht. Diese Tabernakelsäule ist wie die Platte des Altars und des Ambos, das Kredenztischchen und der rechts neben der Altarinsel befindliche Taufstein aus hellerem Crema Levante geschaffen. Dieser Stein stellt im Besonderen die Verbindung zwischen dem Tisch des Wortes und dem Tisch des Brotes her. Im Boden unter dem Altar ist eine Intarsie eingelassen, die mit ihrem Symbol auf das Patrozinium der Kirche, auf die Hl. Dreifaltigkeit, hinweist. Links neben der Altarinsel befindet sich ein grosses und doch einfach gehaltenes Kreuz, das aus Stahlprofilen gefertigt wurde. Das Kreuz verzichtet auf einen Corpus und wird stattdessen mit einem Kreuztuch in der jeweiligen liturgischen Farbe behängt. Dieses Kreuz ist Ausdruck des österlichen Konzeptes, dem die ganze Gestaltung der Kirche folgt. Das Tabernakelgehäuse enthält honigfarbene Glasplatten und lässt je nach Lichtstimmung in der Kirche das im Tabernakel befindliche Ziborium dezenter oder deutlicher durchscheinen. Ein zweites Zeichen, das auf die Transzendenz verweist, ist die hinter der Altarinsel errichtete Chorwand. Auf ihrem Wandbild werden der südliche und der nördliche Sternenhimmel sichtbar, sodass für den Gottesdienstbesucher hinter dem Altar ein Blick ins Weltall, in den Himmel möglich wird.

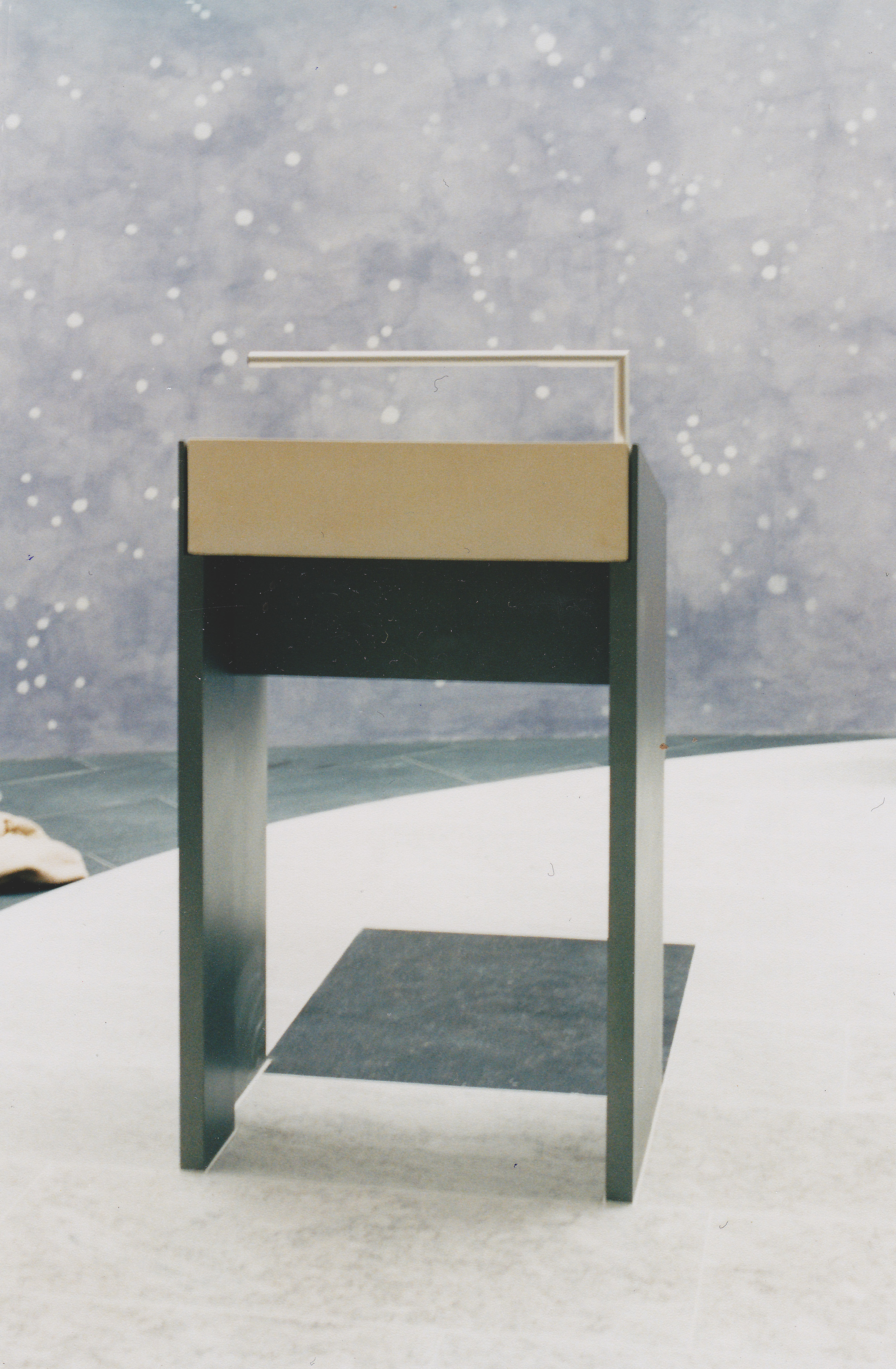
Ambo
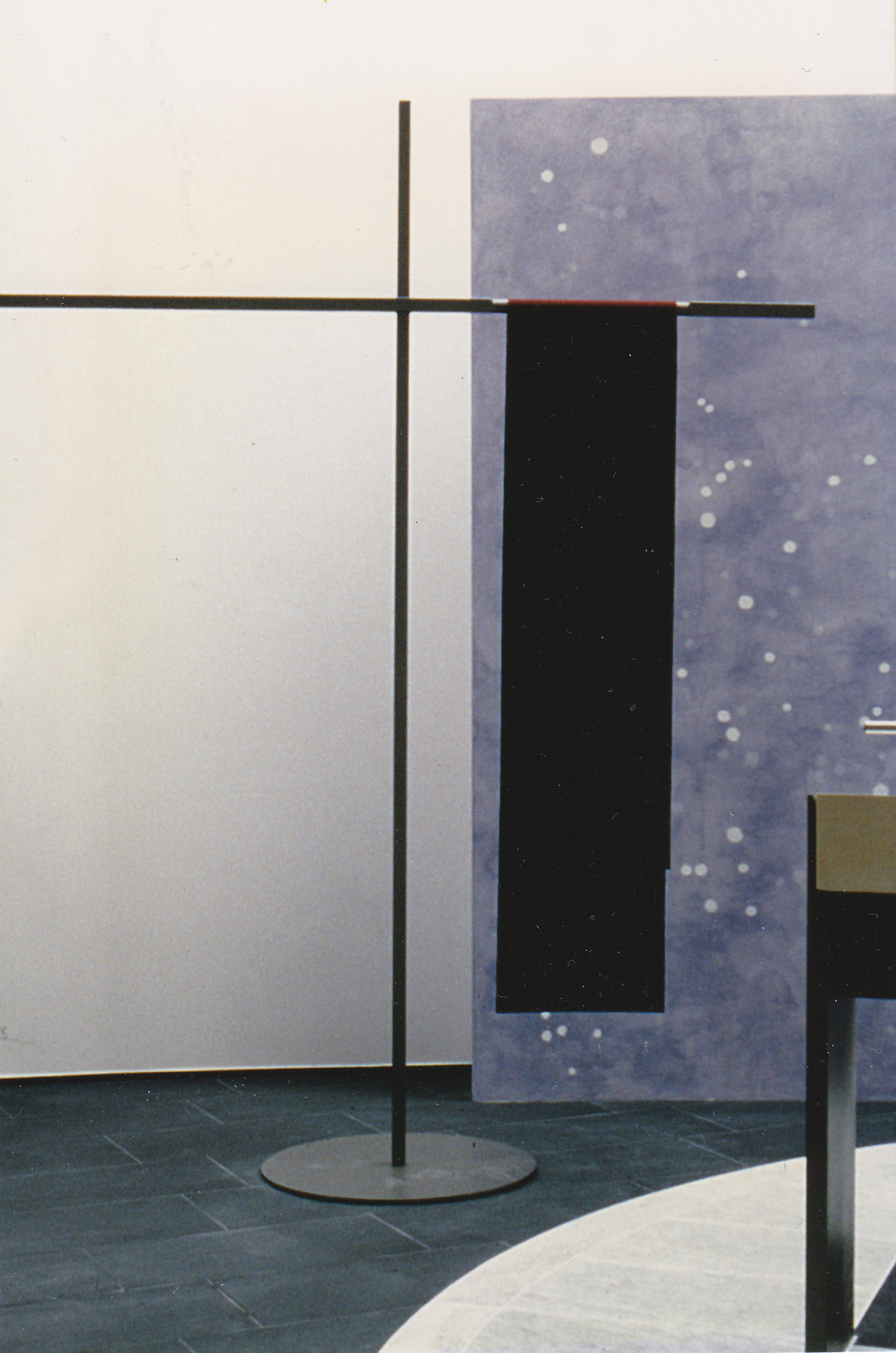
Kreuz
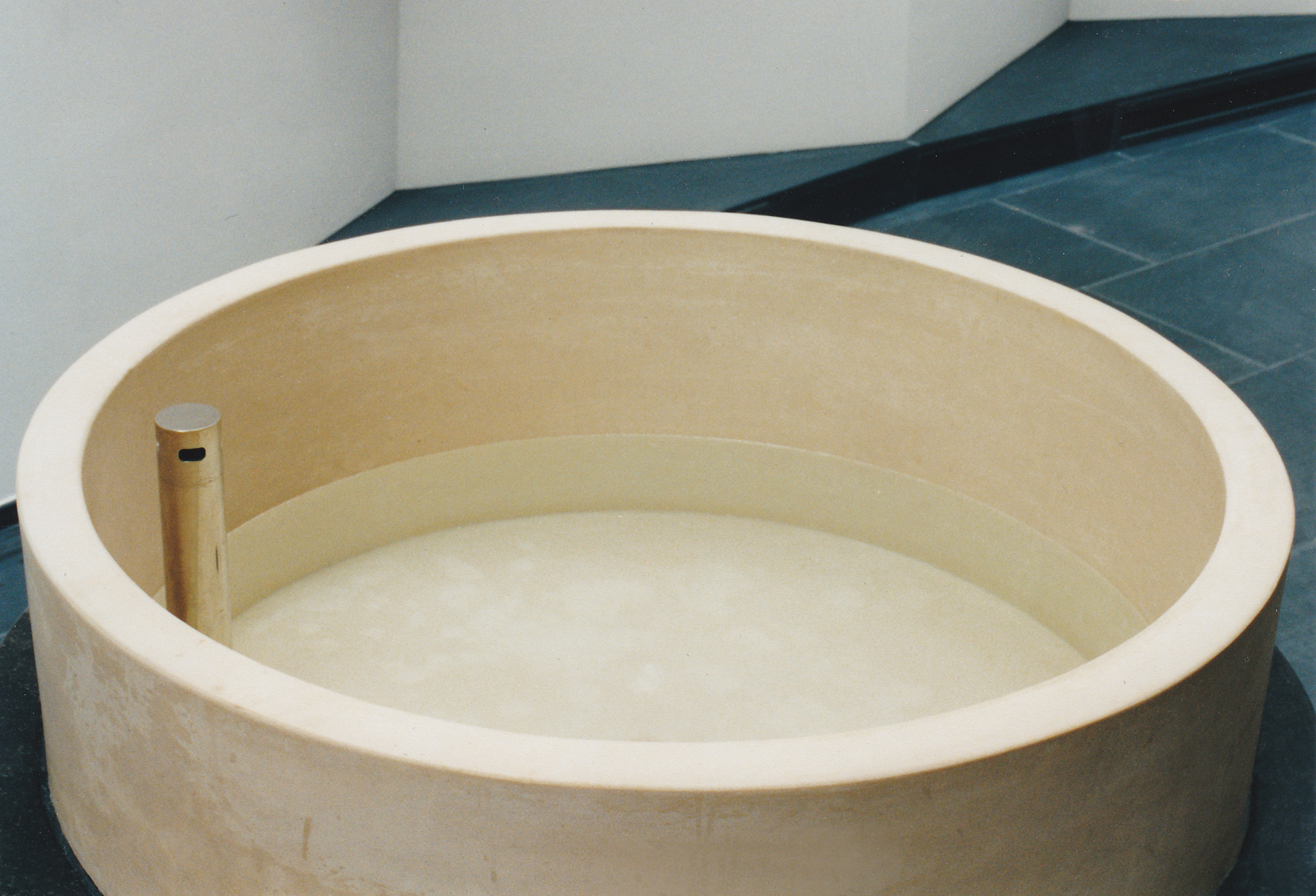
Taufstein
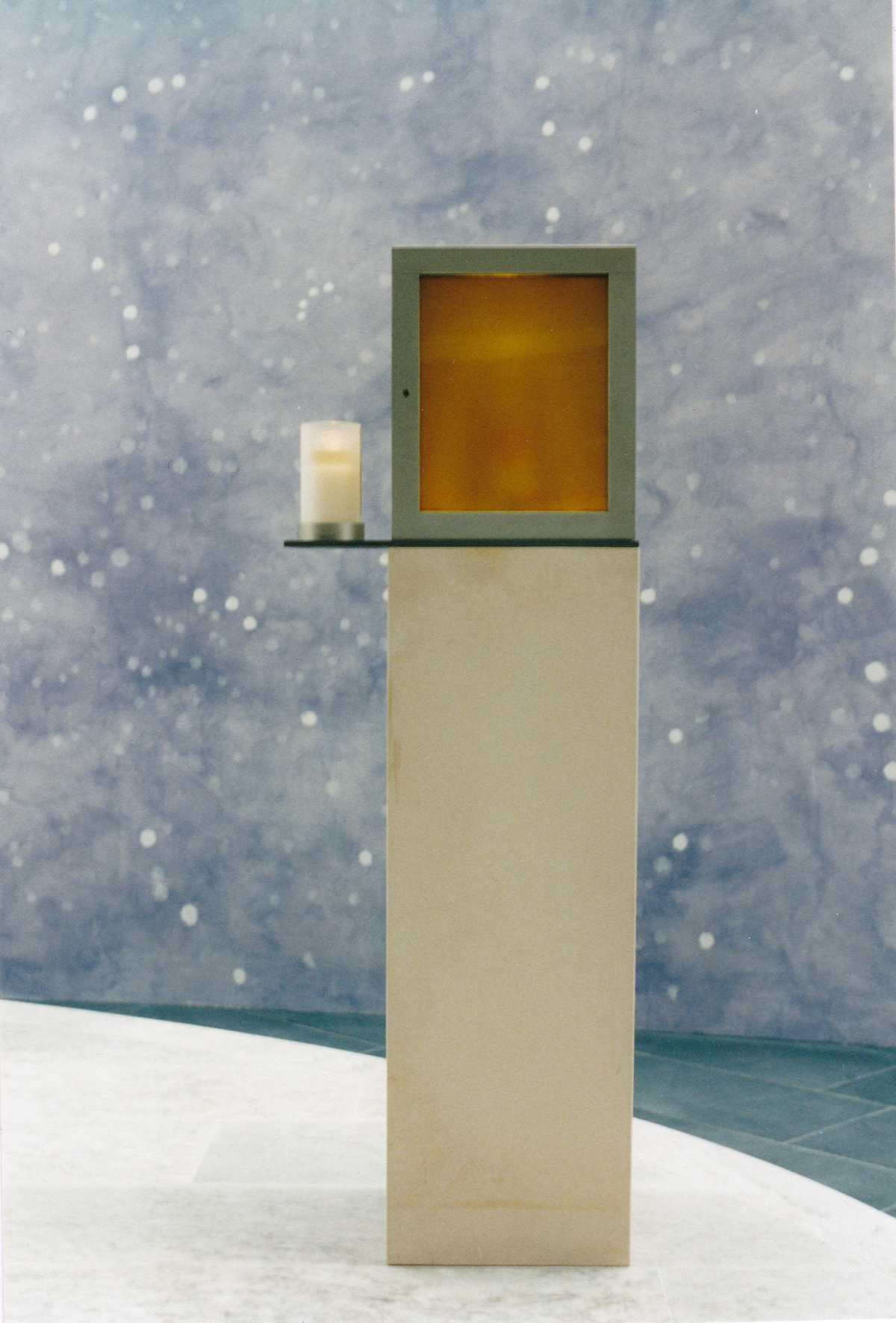
Tabernakel
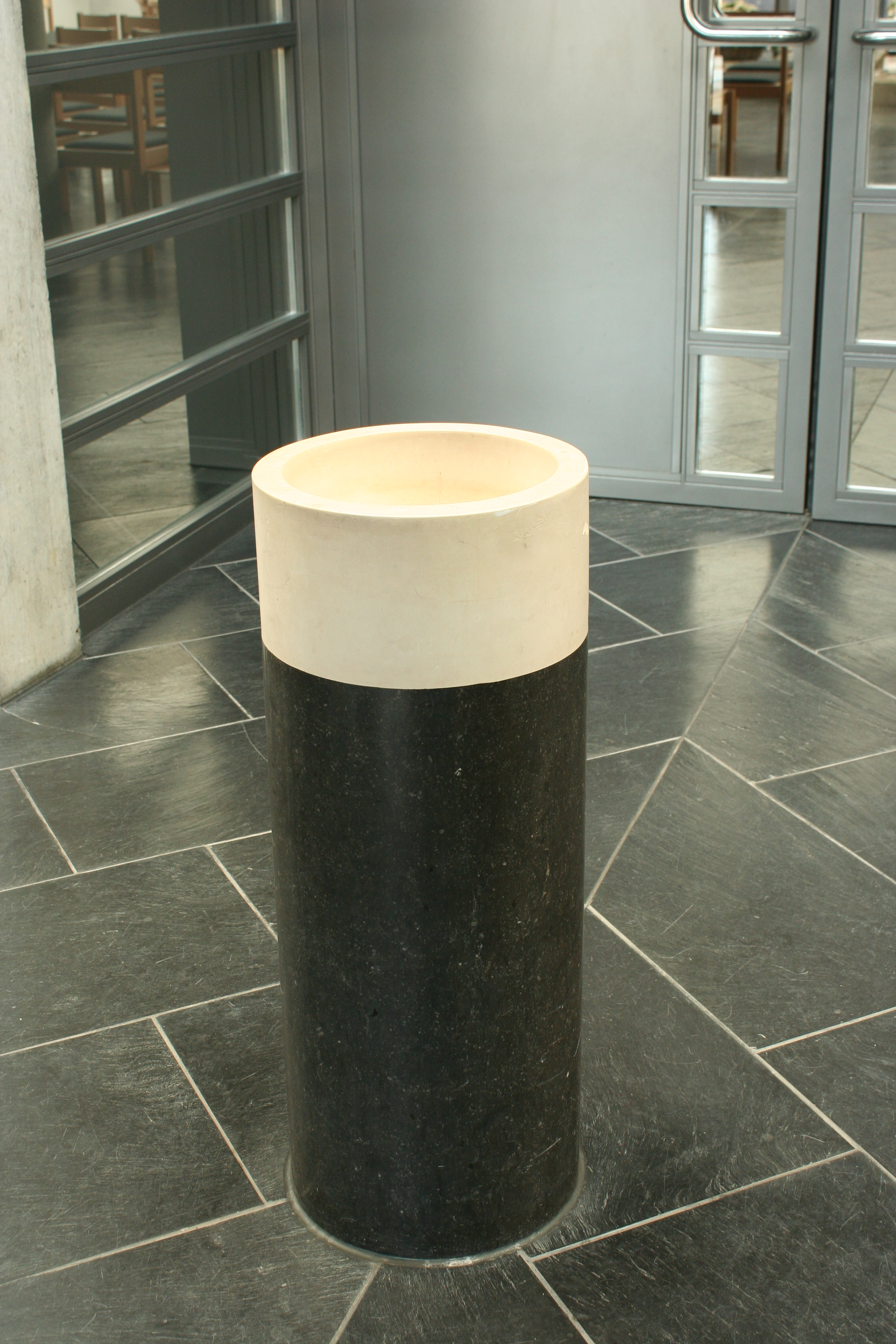
Weihwasserbecken
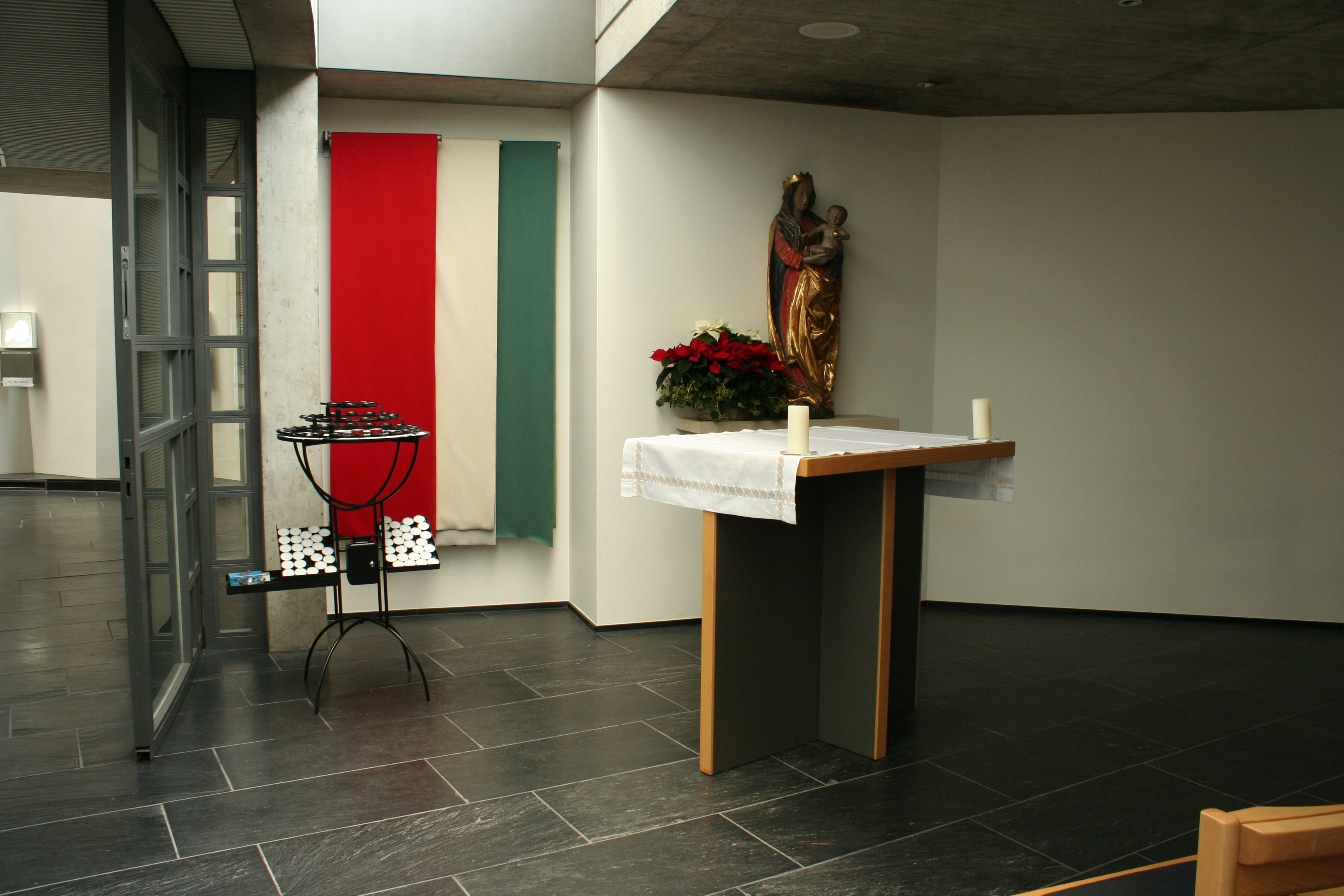
Altar Marienkapelle

### Kreuzweg
Ein drittes künstlerisches Element der Kirche, welches auf die Transzendenz verweist, ist der vor den rechteckigen kleinen Fenstern der Kirchenwand angeordnete Kreuzweg, der je nach Tageszeit durch das von aussen eindringende Licht zu leuchten beginnt. Die einzelnen Stationen des Kreuzwegs bestehen aus geätztem Glas und laden den modernen Menschen nicht nur zum Nachvollzug des Kreuzwegs Christi ein, sondern stellen durch ihre zeitgenössischen Motive eine Verbindung vom Kreuzweg Christi zum persönlichen Leben des Menschen her. Unter den Stationen des Kreuzwegs befinden sich Stahlplatten, auf denen wechselnde Texte angebracht werden können.
Der Kreuzweg beginnt hinten links im Kirchenraum mit der ersten Station Jesus wird zum Tod verurteilt. Auf grauem Hintergrund ist ein schwarzer Kopf mit weissem Querbalken auf Augenhöhe zu erkennen. Dies verweist auf die Blindheit und Uneinsichtigkeit des Menschen, die dazu verleiten, jemanden vorschnell verurteilen zu wollen. In der zweiten Station Jesus nimmt das Kreuz auf seine Schultern ist ein gelbes Kreuz vor dunklem Hintergrund zu sehen, daneben wiederum ein weisser Balken. Dorothee Eggenberger schreibt dazu: „Das menschliche Leben kennt nicht nur Glück und Erfolg, sondern auch Leiden, das aber nicht zur Resignation führen soll, vielmehr – trotz allem – zu einem Ja-Sagen zum Leben.“ In der dritten Station Jesus fällt zum ersten Mal unter dem Kreuz ist ein dunkler, zu Boden fallender Körper mit einem schrägen weissen Balken dargestellt. In der vierten Station Jesus begegnet seiner Mutter drücken zwei schwarze Balken, die aufeinander zugerichtet sind und vor einem Herzen dargestellt werden, die Liebe dieser Begegnung von Mutter und Sohn aus. In der fünften Station Simon von Cyrene hilft Jesus das Kreuz tragen wird das Mittragen der Last und des Leides symbolisch durch einen schwarzen Kopf im Profil und daneben stehend das Kreuz vor grauem Hintergrund gezeigt. In der sechsten Station Veronika reicht Jesus das Schweisstuch ist ein Frauenkopf im Profil zu sehen. Auch Veronika nimmt wie Simon von Cyrene durch ihren Dienst Anteil am Leid Christi. Die siebte Station Jesus fällt das zweite Mal unter dem Kreuz lässt einen dunklen Körper am Boden erkennen. Der weisse Querbalken symbolisiert das menschliche Schwachwerden und Fallen. Hinten rechts im Kirchenraum folgt die achte Station Jesus spricht zu den Trauernden. Das Gesichtsprofil einer Frau und der senkrechte Balken deuten auf das Dasein Jesu für die anderen, selbst in der Situation der eigenen Not. Die neunte Station Jesus fällt zum dritten Mal unter dem Kreuz zeigt einen am Boden liegenden weissen Kopf mit schwarzem Querbalken auf Augenhöhe. In der zehnten Station versinnbildlicht ein weisses Gewand die Szene „Jesus wird seines Kleides beraubt“. So wie Jesus werden auch wir Menschen manchmal blossgestellt und gedemütigt. Umgekehrt finden wir uns immer wieder auch in der aktiven Rolle wieder und fügen unseren Mitmenschen selber Böses zu. Die elfte Station Jesus wird ans Kreuz genagelt zeigt Balken als Abbild der Nägel. Dorothee Eggenberger schreibt dazu: „Auch wir neigen dazu, den Mitmenschen festzunageln, nicht physisch, aber mit Worten.“ Ein violettes Fenster zeigt die zwölfte Station Jesus stirbt am Kreuz. Gezeigt wird ein weisses Kreuz mit einer Andeutung des Körpers von Jesus, daneben eine weisse Säule, Ausdruck der weltlichen Macht, die Jesus zum Tod am Kreuz verurteilt hat. Die dreizehnte Station Jesus wird vom Kreuz genommen enthält fliessende und kantige Formen, die für das Kreuz und den gemarterten Körper stehen. Dass die Liebe Gottes und der Menschen stärker ist als der Tod, wird in der vierzehnten Station Jesus wird ins Grab gelegt angedeutet, indem ein weisser Balken nach oben, in den Himmel weist und die Auferstehung an Ostern vorwegnimmt. Das Zueinander von Karfreitag und Ostern wird durch die räumliche Nähe der vierzehnten Station des Kreuzwegs zur Osterkerze beim Taufbrunnen verdeutlicht. Die Buchstaben der vier Himmelsrichtungen in der vierzehnten Kreuzwegstation weisen auf die Universalität dieses christlichen Heilsgeschehens hin.

### Andachtsraum
Für Werktagsgottesdienste und für die persönliche Andacht wurde eine Kapelle mit 20 Sitzplätzen konzipiert. Die Fenstertüren, die den Andachtsraum abschliessen, geben einen ungehinderten Blick auf den Altarraum der Kirche frei. Eine Madonna lädt im Andachtsraum zum Gebet ein. Die in der Kapelle aufbewahrten Tücher für das Kreuz im Altarraum der Kirche unterstreicht die Verbindung von Marienkapelle und Kirche.

### Orgel
Die Orgel wurde 1999 von der Firma Gebr. Späth aus Rapperswil erbaut. Sie verfügt über 15 Register, die sich auf zwei Manuale und Pedal verteilen. Die Disposition und die Beratung erfolgte durch Pater Ambros Koch, Kloster Fischingen. Am 30. Januar 2000 wurde die Orgel eingeweiht.
| I Hauptwerk C–a3 |       |
| Prinzipal        | 8′    |
| Koppelflöte      | 4′    |
| Oktabe           | 4′    |
| Spitzflöte       | 4'    |
| Oktave           | 2′    |
| Mixtur III–IV    | 1 ⁄3′ |

| II Schwellwerk C–a3               |                |
| Gedackt                           | 8′             |
| Rohrflöte                         | 4′             |
| Prinzipal                         | 2′             |
| Quinte (Vorabzug aus Sesquialter) | 2 ⁄3′          |
| Sesquialter                       | 2 ⁄3′ + 1 3⁄5′ |
| Zimbel II–III                     | 1′             |
| Schalmei                          | 8′             |
| Tremulant                         |                |

| Pedal C–f1 |     |
| Subbass    | 16′ |
| Oktavbass  | 8′  |
| Flötbass   | 8′  |

- Koppeln: II/I, I/P, II/P